# Aleja Pachnicowa
Aleja Pachnicowa este o arie protejată (sit de importanță comunitară — SCI) din Polonia întinsă pe o suprafață de 1,09 ha, integral pe uscat.

## Localizare
Centrul sitului Aleja Pachnicowa este situat la coordonatele 52°37′06″N 20°26′32″E / 52.6184°N 20.4423°E.

## Înființare
Situl Aleja Pachnicowa a fost declarat sit de importanță comunitară în octombrie 2009 pentru a proteja 1 specie de animale.

## Biodiversitate
Situată în ecoregiunea continentală, aria protejată nu include niciun habitat protejat.
La baza desemnării sitului se află o specie protejată de  nevertebrate: Osmoderma eremita.